# Kenneth Carlsen
Kenneth Carlsen (Copenaghen, 17 aprile 1973) è un allenatore di tennis ed ex tennista danese, attivo tra il 1992 e il 2007.
Carlsen, mancino, utilizzava il rovescio ad una mano. Il suo colpo migliore era il servizio e il suo gioco era più adatto alle superfici veloci come l'erba. Ha ricevuto per sette volte il premio di miglior tennista danese Tennis Player of the Year, consegnatogli dalla federazione di tennis danese.  La sua migliore posizione nel ranking ATP è stata la 41.

## Carriera
Iniziò a giocare a tennis all'età di 9 anni e divenne uno dei migliori giovani della categoria Juniores, raggiungendo nel 1991 la 3ª posizione del ranking. Divenne professionista nel 1992, quando passò il primo turno del torneo di Copenaghen battendo Aleksandr Volkov, successivamente raggiunse la finale del torneo di Brisbane; disputò il suo primo Grande Slam nello stesso anno, raggiungendo il quarto turno dell'Australian Open e stabilendo il suo definitivo best ranking nel mese di giugno grazie alla 41º posizione. Dal 1993 è rimasto, per la maggior parte della sua carriera, tra i Top 100. Nel 1994 batté Stefan Edberg in cinque set a Wimbledon. Nel 1996 raggiunse la finale del torneo di Copenaghen, dove perse contro Cédric Pioline. L'anno successivo venne sconfitto da Jonas Björkman in finale ad Auckland. Vinse il suo primo torneo ATP battendo Byron Black nella finale del torneo di Hong Kong. Nel 1999 conquistò la finale di Newport venendo poi superato da Chris Woodruff. Nel 2000 subì una grave lesione alla spalla e fu costretto ad operarsi per 2 volte. Dopo un lungo periodo di recupero ricominciò a giocare nel 2002 e nonostante non si fosse completamente ripreso dall'infortunio vinse il torneo di Tokyo. Nel 2005 conquistò il Regions Morgan Keegan Championship all'età di 32 anni. Il 27 giugno 2007 annunciò il ritiro giocando la sua ultima partita ATP nel primo turno dello Stockholm Open il 10 ottobre. La settimana seguente disputò la sua ultima partita in un torneo Challenger a Kolding, in Danimarca.

## Statistiche

### Singolare

#### Vittorie (3)
| Legenda                                                     |
| Grande Slam (0)                                             |
| Tennis Masters Cup / ATP World Tour Finals (0)              |
| ATP Super 9 / Masters Series (0)                            |
| Giochi olimpici (0)                                         |
| ATP Championship Series / ATP International Series Gold (2) |
| ATP World Series / ATP International Series (1)             |

| Numero | Data              | Torneo                                                                  | Superficie | Avversario in finale | Punteggio   |
| 1.     | 6 aprile 1998     | Hong Kong Open, Hong Kong                                               | Cemento    | Byron Black          | 6-2, 6-0    |
| 2.     | 30 settembre 2002 | Japan Open Tennis Championships, Tokyo                                  | Cemento    | Magnus Norman        | 7–6(3), 6-3 |
| 3.     | 14 febbraio 2005  | Regions Morgan Keegan Championships and the Cellular South Cup, Memphis | Cemento    | Maks Mirny           | 7-5, 7-5    |

#### Finali perse (4)
| Legenda                                                     |
| Grande Slam (0)                                             |
| Tennis Masters Cup / ATP World Tour Finals (0)              |
| ATP Super 9 / Masters Series (0)                            |
| Giochi olimpici (0)                                         |
| ATP Championship Series / ATP International Series Gold (0) |
| ATP World Series / ATP International Series (4)             |

| Numero | Data              | Torneo                                     | Superficie | Avversario in finale | Punteggio        |
| 1.     | 28 settembre 1992 | Brisbane International, Brisbane           | Cemento    | Guillaume Raoux      | 4-6, 6(10)–7     |
| 2.     | 11 marzo 1996     | Copenaghen Open, Copenaghen                | Cemento    | Cédric Pioline       | 2-6, 6(7)–7      |
| 3.     | 6 gennaio 1997    | Heineken Open, Auckland                    | Cemento    | Jonas Björkman       | 6(7)–7, 0-6      |
| 4.     | 6 luglio 1999     | Hall of Fame Tennis Championships, Newport | Erba       | Chris Woodruff       | 7–6(5), 4-6, 4-6 |